# Pietro Cocolin
Pietro Cocolin (Ruda, 2 agosto 1920 – Gorizia, 11 gennaio 1982) è stato un arcivescovo cattolico italiano.

## Biografia
Nacque a Saciletto, frazione di Ruda, allora in provincia e arcidiocesi di Gorizia, il 2 agosto 1920.

### Formazione e ministero sacerdotale
Frequentò il seminario minore e quello teologico centrale di Gorizia.
Il 3 giugno 1944 fu ordinato presbitero, a Gorizia, dall'arcivescovo Carlo Margotti.
Dopo l'ordinazione fu vicario cooperatore a Cormons. Nel 1951 fu nominato parroco a Terzo d'Aquileia e nel 1955 decano di Aquileia. Nel 1966 fu trasferito alla parrocchia di sant'Ambrogio a Monfalcone in qualità di arciprete.

### Ministero episcopale
Il 26 giugno 1967 papa Paolo VI lo nominò arcivescovo metropolita di Gorizia e Gradisca; succedette ad Andrea Pangrazio, precedentemente nominato arcivescovo, titolo personale, di Porto e Santa Rufina. Il 3 settembre successivo ricevette l'ordinazione episcopale, nella basilica di Santa Maria Assunta ad Aquileia, dal cardinale Giovanni Urbani, patriarca di Venezia, co-consacranti l'arcivescovo Antonio Santin, vescovo di Trieste e Capodistria, e il vescovo ausiliare di Udine Emilio Pizzoni. Il 24 settembre prese possesso dell'arcidiocesi, facendo il suo ingresso a Gorizia.
Durante il suo episcopato valorizzò la tradizione aquileiese, riorganizzò la diocesi, non trascurando la componente slovena della comunità, promosse una missione presso l'arcidiocesi di Bouaké, in Costa d'Avorio, e si batté per il riconoscimento del friulano nella liturgia, concedendo, tra l'altro, l'imprimatur al primo Messale Romano mai tradotto in tale lingua.
Il 28 giugno 1975 papa Paolo VI lo nominò amministratore apostolico sede vacante et ad nutum Sanctae Sedis della diocesi di Trieste e delle parrocchie di Muggia e Caresana nella diocesi di Capodistria, dopo le dimissioni per raggiunti limiti di età dell'arcivescovo-vescovo di Trieste e Capodistria Antonio Santin. Mantenne l'incarico fino all'8 dicembre 1977, giorno dell'ingresso del nuovo vescovo di Trieste Lorenzo Bellomi.
L'11 gennaio 1982 morì a Gorizia per un'emorragia cerebrale. Dopo le esequie, celebrate il 14 gennaio dal cardinale Marco Cé, patriarca di Venezia, nella chiesa del Sacro Cuore a Gorizia, fu sepolto nella cripta della cattedrale dei Santi Ilario e Taziano.

## Genealogia episcopale
La genealogia episcopale è:
- Cardinale Scipione Rebiba
- Cardinale Giulio Antonio Santori
- Cardinale Girolamo Bernerio, O.P.
- Arcivescovo Galeazzo Sanvitale
- Cardinale Ludovico Ludovisi
- Cardinale Luigi Caetani
- Cardinale Ulderico Carpegna
- Cardinale Paluzzo Paluzzi Altieri degli Albertoni
- Papa Benedetto XIII
- Papa Benedetto XIV
- Cardinale Enrico Enriquez
- Arcivescovo Manuel Quintano Bonifaz
- Cardinale Buenaventura Córdoba Espinosa de la Cerda
- Cardinale Giuseppe Maria Doria Pamphilj
- Papa Pio VIII
- Papa Pio IX
- Cardinale Alessandro Franchi
- Cardinale Giovanni Simeoni
- Cardinale Antonio Agliardi
- Cardinale Basilio Pompilj
- Cardinale Adeodato Piazza, O.C.D.
- Cardinale Giovanni Urbani
- Arcivescovo Pietro Cocolin